# Chiesa di Sant'Ambrogio (Cuasso al Monte)
La chiesa di Sant'Ambrogio è un edificio religioso nel comune di Cuasso al Monte, chiesa parrocchiale dell'omonima parrocchia.

## Storia
La costruzione della chiesa fu ordinata da San Carlo Borromeo nel 1574, il quale, durante la sua visita pastorale dello stesso anno, accolse le richieste degli abitanti della frazione. Il cardinale aveva inoltre ordinato la demolizione, dopo la sconsacrazione, delle due chiese nel complesso del Castelasc, San Dionigi e Sant'Ambrogio. Dopo 4 anni di lavori, fu terminata nel 1578. La consacrazione fu celebrata dallo stesso cardinale il 29 ottobre 1578. Da allora la chiesa ha subito numerosi restauri ed ampliamenti. Sottostante la chiesa giacciono delle tombe, perché fu terreno cimiteriale prima del suo spostamento alla località attuale.

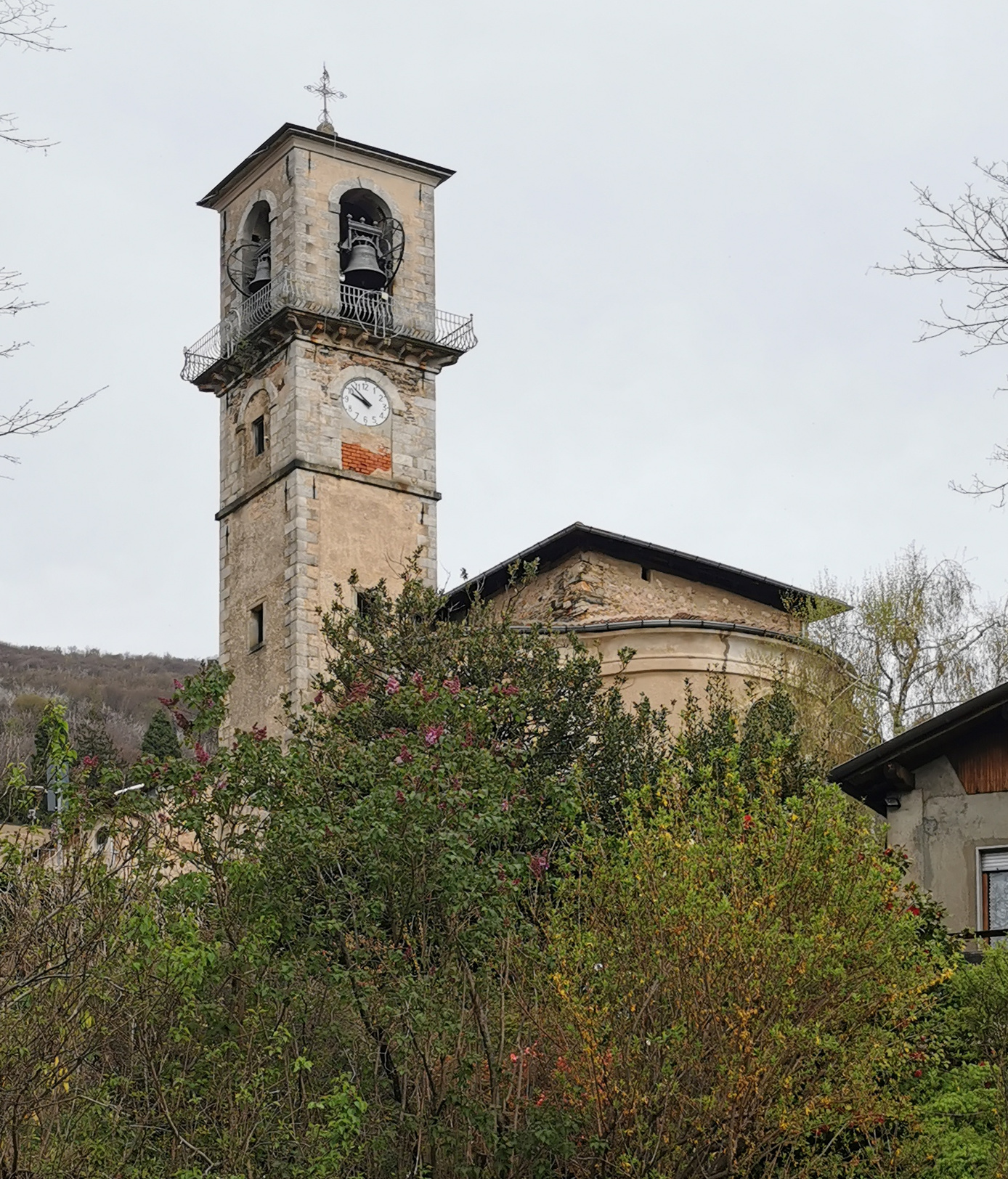
Vista da via Gramsci

### Parrocchia di Cuasso al Monte
La parrocchia di Cuasso al Monte, intitolata a Sant'Ambrogio, fu fondata dallo smembramento dalla parrocchia di Cuasso al Piano il 31 ottobre 1574 con decreto del cardinale Carlo Borromeo.
Il cardinale, durante la sua visita pastorale del 24-25 agosto dello stesso anno, promise agli abitanti delle frazioni montane del comune di erigere una parrocchia propria, nonostante non ci fosse una chiesa a servizio dell'abitato. Come scritto nel Liber Notitiae Sanctorum Mediolani di Goffredo da Bussero, le più vicine erano quella di San Dionigi al Castelasch (ecclesia sancti Dionixii), quella di San Michele in Cavagnano (ecclesia santi Michaelis) e quella di Santa Cristina (ecclesia sancte Cristine) in Cuasso al Piano, che era però parrocchiale a sé. 
Il curato di Cuasso al Piano Giovanni Vancino il 30 ottobre 1567 nel "inventario dei beni e dei paramenti" scrisse che le chiese di San Dionigi (consacrata) e quella di Sant'Ambrogio (non consacrata) nel castello erano a servizio delle comunità di Borgnana e Cuasso al Monte, mentre quella di San Michele a quella di Cavagnano. Cuasso al Piano era servita da quella di Santa Cristina, ora San Giacomo.
L'arciprete di Monza Giovanni Battista Castano, dopo la sua visita pastorale tenutasi nel novembre 1567, descrive in modo tangibile lo stato di estrema povertà della popolazione e la pessima situazione in cui giacevano le chiese.
Il 23 luglio 1569 veniva in visita il padre gesuita Leonetto Clivone: sottolineò la situazione pietosa delle chiese, alcune senza pavimento o soffitto. Annotò l'esistenza di due altri luoghi: la cappella di Santa Maria in Borgnana, probabilmente demolita e sostituita dalla chiesa della Madonna dei Pumitt attuale, e la chiesa di San Rocco, di piccole dimensioni e con Altare e campaniletto, di cui fino ad esso non era mai stato fatto cenno in alcun documento. Di quest'ultima non sono presenti ruderi e la sua esistenza effettiva è oggetto di discussione. Se confermata, sarebbe la chiesa più antica della comunità di Cuasso al Monte.
L'istituzione della parrocchia di Cuasso al Monte fu richiesta dai sindaci di quest'ultimo (Elia Pellolo), di Cavagnano (Menotto) e di Borgnana (Giulio Andreoletti) tramite l'invio di procuratori presso Appiano Gentile, ove San Carlo Borromeo era in visita pastorale. Proprio lui rese ufficiale lo smembramento dalla parrocchia di Cuasso al Piano con un atto notarile, conservato nell'archivio parrocchiale di Cuasso al Monte.
Dopo l'erezione della parrocchia, il cardinale ordinò la costruzione della chiesa, dedicata a Sant'Ambrogio (sub titolo et nomine sancti Ambrosij).
Nel 1903 il paese di Cavagnano si distaccò dalla parrocchia di Cuasso al Monte e andò a crearne una propria intitolata ai Santi Giuseppe e Anna.
Attualmente alla parrocchia di Cuasso al Monte sono sottoposte la chiesa di Sant'Ambrogio, quella di San Carlo Borromeo (o Sacra Famiglia) di Palazzo Sabajno e la chiesa dell'Immacolata (o Madonna dell'Oro, o Madonna dei Pumitt) in Borgnana.

## Costruzione

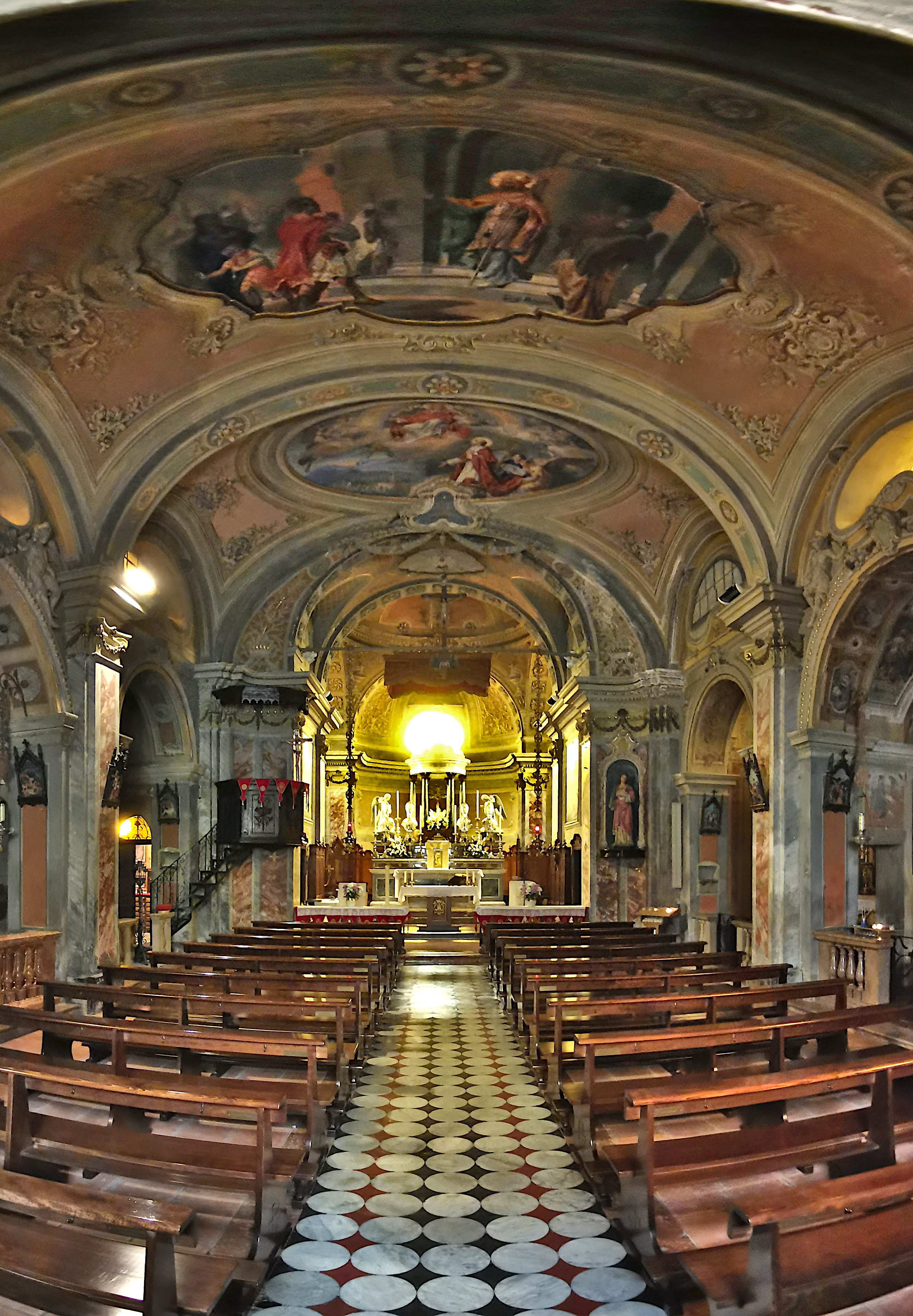
Gli interni

### Pianta
La struttura originale comprendeva una navata con due cappelle laterali, il Battistero, una sacrestia, un altro locale ed il campanile. La torre campanaria dell'epoca fu eretta, secondo la tradizione, con le pietre asportate dalla chiesa di Sant'Ambrogio al castello dopo la sua demolizione sotto ordine del cardinale Borromeo. La pianta ha forma rettangolare, mentre l'area calpestabile (navata, Presbiterio) a croce latina. 

### Interni
Nel 1920 la chiesa fu arricchita di stucchi e affreschi dal professore Luigi Morgari, come la si vede oggi, la sacrestia e l'abside furono allargati e fu posato un organo della ditta Bernasconi, causando la chiusura del rosone frontale. 
Il 1887, anno di arrivo di don Giuseppe Mariani, fu l'anno in cui venne donata una raffigurazione lignea dell'apparizione della Madonna di Caravaggio, benedetta dal vicario di Arcisate Giuseppe Bossi. Nel 1893 la chiesa vide un notevole ampliamento: le vennero aggiunte due cappelle laterali, una dedicata a Santa Teresina e l'altra a Sant'Antonio da Padova ed il santuario della Madonna di Caravaggio, dove il gruppo scultoreo venne collocato. Il lucernario sulla cupola sovrastante il santuario venne edificato nel 1901.

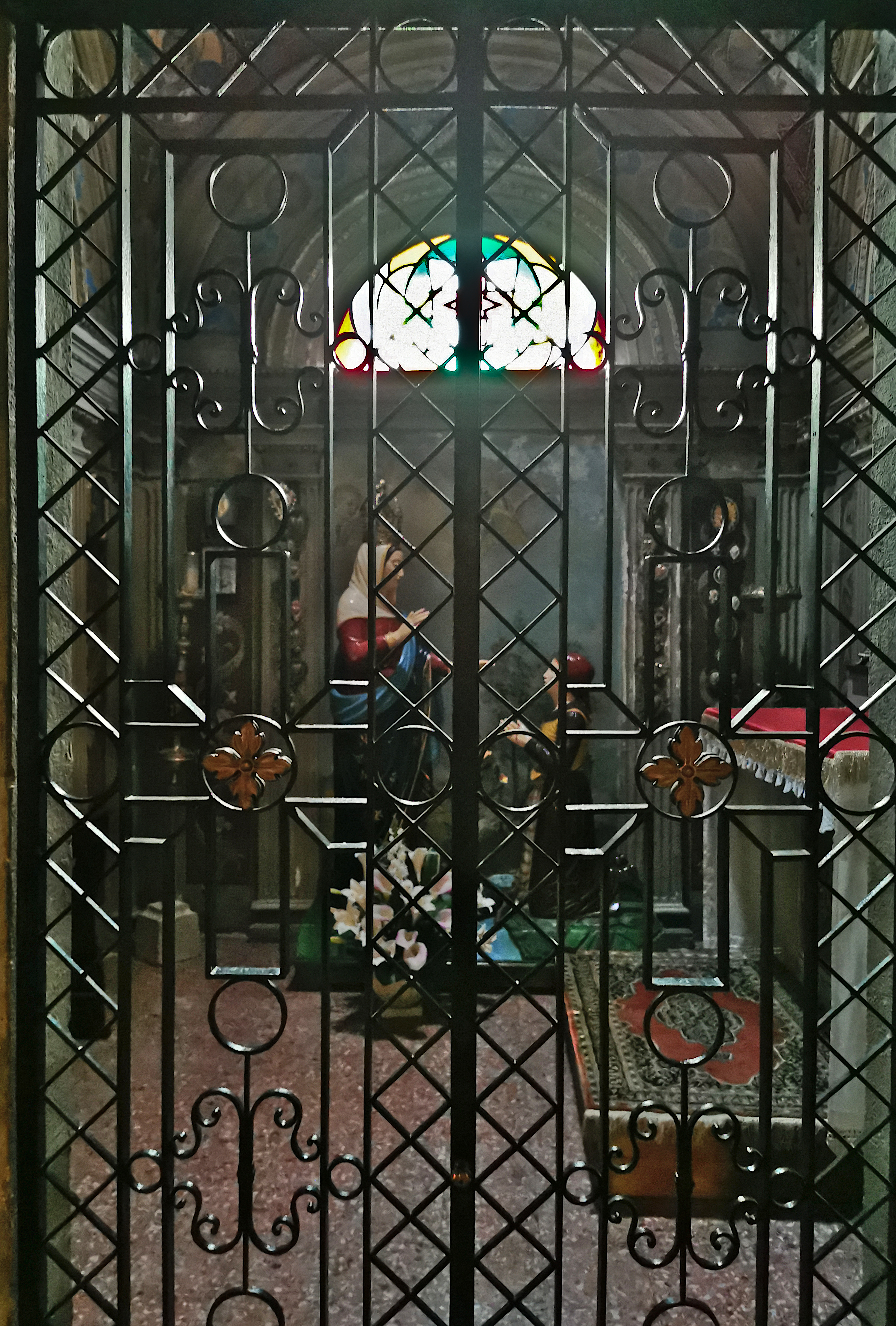
Il santuario

#### Santuario della Beata Vergine di Caravaggio
Vicino al pulpito della chiesa, nella parte sinistra della navata, c'è il Santuario della Madonna di Caravaggio, edificato durante i lavori del 1893. Contiene un gruppo ligneo raffigurante l'apparizione mariana verificatosi a Caravaggio a Giannetta de' Vacchi. Il gruppo è composto da due statue di legno; la Madonna è raffigurata in piedi, mentre Giannetta in ginocchio. Il gruppo ligneo fu donato da don Giuseppe Mariani, nativo di Vaprio d'Adda, al suo ingresso nella parrocchia, il 3 aprile 1887, al costo di lire 779.

##### Folklore e tradizione
Ogni anno in cui il 26 maggio capita alla domenica, il Santuario viene aperto, ed il gruppo ligneo viene portato in processione per le vie del borgo. Per l'occasione il paese viene addobbato di fiori di carta, raccolti in catene e baldacchini. Questo è un evento molto atteso dai cuassesi e dai fedeli tutti: presenziano da sempre le autorità, civili, religiose e militari, oltre alla moltitudine di partecipanti alla processione. La festa fu celebrata per la prima volta nel 1887, anno che ha visto l'arrivo nel paese di don Giuseppe Mariani. In questa occasione si vide la presenza di ben 8 sacerdoti. Nel 1987, in occasione del centenario, la festa si tenne nonostante fosse un giorno infrasettimanale. Vennero erette inoltre due edicole dedicate alla Beata Vergine di Caravaggio, una nella frazione di Borgnana e una nella località di Zotte San Salvatore, entrambe benedette dal parroco. L'ultima edizione di questa celebrazione risale al 26 maggio 2024.

#### Presbiterio
La zona dell'Altare è quadrata, mentre l'abside è semicircolare. L'Altare, preconciliare, è in marmo. È sormontato da un tempietto colonnato che ospitava una croce in legno, sostituita nel 1893 da una statua in gesso del Sacro Cuore. Ai lati della statua giacciono due altre sculture, realizzate dallo scultore Giacomo de Juli proveniente dalla vicina località di Borgnana, raffiguranti due angeli. Sopra l'Altare è appeso un baldacchino; di fronte alla Mensa è stato posizionato un nuovo tavolo, che funge da Altare postconciliare.

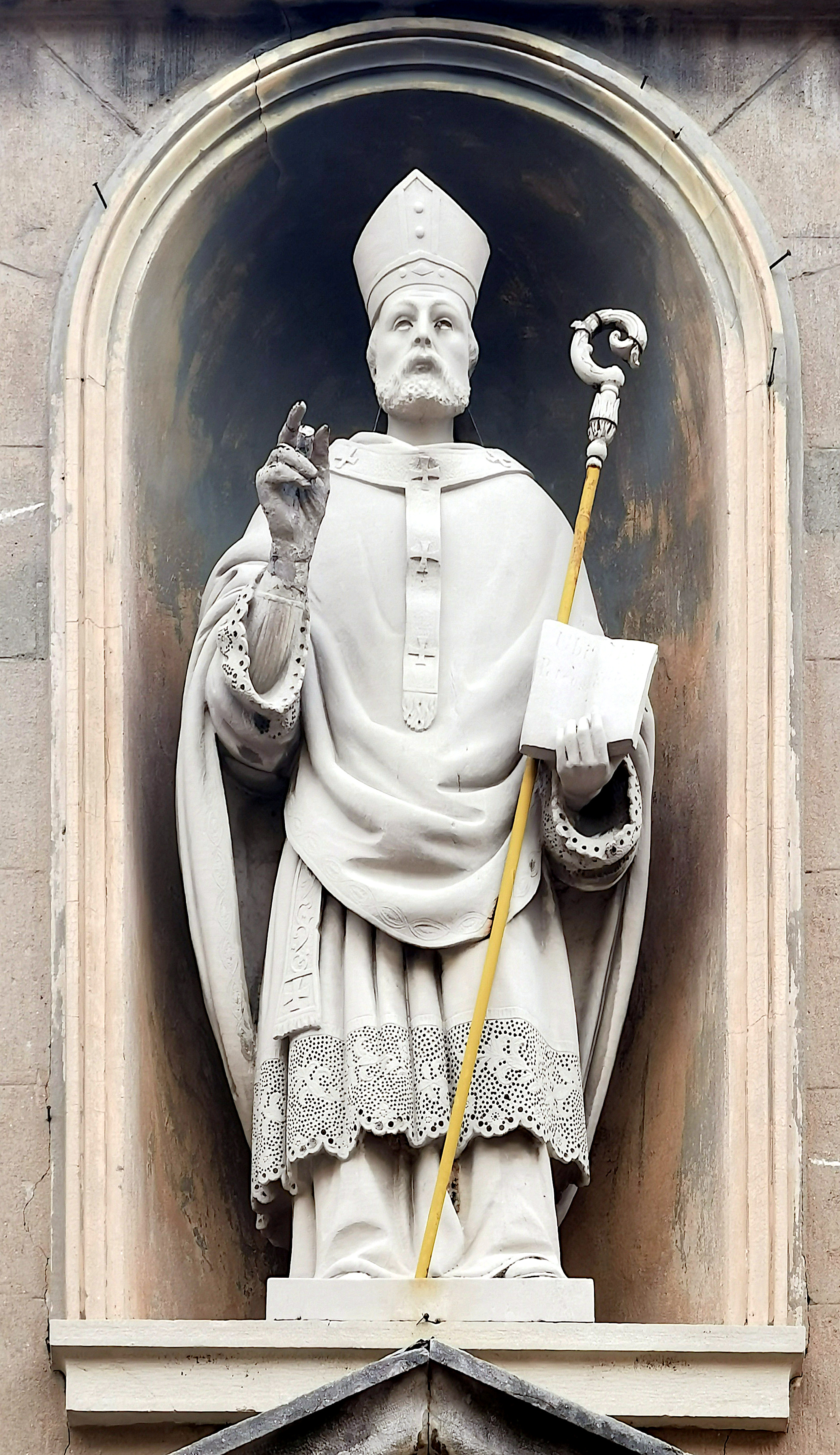
La statua

### Facciata
Nel 1936 la facciata subì notevoli lavori. Venne ricostruita con profilo a vela e di forma rettangolare; vennero edificate due coppie di lesene con alto basamento, con al centro il portone d'ingresso architravato, sormontato da un frontone triangolare ed una statua raffigurante Sant'Ambrogio.

### Campanile
Nel 1908 il campanile fu ricostruito e fu installato un nuovo concerto di 5 campane in sistema ambrosiano dopo la fusione di quelle vecchie e difettate.

## Cappella funeraria di padre Giovanni Damasceno

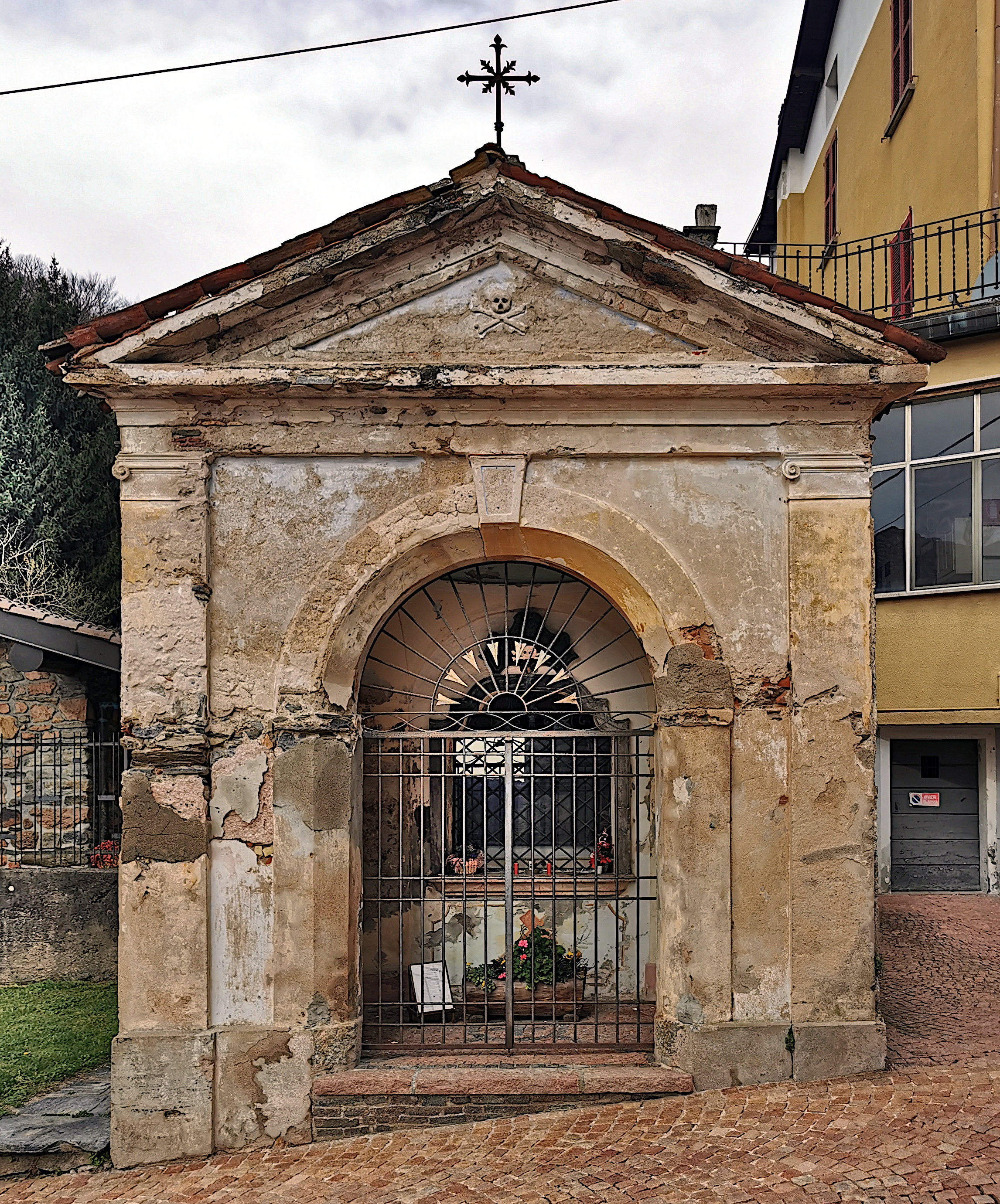
La cappella funeraria

Di fronte alla chiesa di Sant'Ambrogio, oltre al municipio di Cuasso al Monte, giace a riposo eterno padre Giovanni Damasceno, monaco appartenente all'ordine dei Carmelitani Scalzi. Fu il fondatore del Santuario della Divina Maternità di Concesa. Il monaco, nato a Ferrara nel 1585, mentre visitava il Convento di Sant'Angelo morì improvvisamente la notte del 4 ottobre 1647. Dopo la sua morte le sue spoglie, a lungo incorrotte, furono tumulate nella cappella funeraria per lui costruita e a lui dedicata.
La struttura della cappella è lineare con pianta quadrangolare e la facciata è scandita da lesene con capitelli corinzi. L'apertura frontale è un arco a tutto sesto ed è chiusa da una cancellata.